# Сан-Хуан (департамент, Сан-Хуан)
Департамент Сан-Хуан  (исп. Departamento de San Juan) — департамент в Аргентине в составе провинции Сан-Хуан.
Территория — 30 км². Население — 109123 человек. Плотность населения — 3637,40 чел./км².
Административный центр — Сан-Хуан.

## География
Департамент расположен в центральной части провинции Сан-Хуан.
Департамент граничит:
- на севере — с департаментом Чимбас
- на востоке — с департаментом Санта-Люсия
- на юге — с департаментом Росон
- на западе — с департаментом Ривадавия

## Важнейшие населенные пункты[2]
| № | Населённый пункт | Населённый пункт (исп.) | Категория | Население чел. (2010) | На карте                        |
| - | ---------------- | ----------------------- | --------- | --------------------- | ------------------------------- |
| 1 | Сан-Хуан         | San Juan                | город     | 109123                | 31°31′58″ ю. ш. 68°31′53″ з. д. |